# 曹益之
曹益之（？—？），山东冠县人，是一名清朝政治人物。
曹益之曾于1863年接替唐德峻任金山县知县一职，1864年由张乔林接任。